# ماروین (اسم)
ماروین (انگلیسی: Marvin) نامی مردانه است که از نام ولزی مروین گرفته شده‌است که شکل انگلیسی مرفین است. نام مرفیت حاوی معنای قدیمی ولزی mer است که احتمالاً به معنای «مغز» و myn به‌معنای «برجسته» است.
- ماروین آلبرت
- ماروین اندرو
- ماروین آر. بکستر
- ماروین باور
- ماروین بل
- ماروین باور
- ماروین چاوز
- ماروین جی. چامسکی
- ماروین ال کوهن
- ماروین گی
- مارولوس ماروین هاگلر
- ماروین هملیش
- ماروین هریس
- ماروین هینتون
- ماروین کاپلان
- ماروین مارتین
- ماروین مینسکی
- ماروین میر
- ماروین/مایکل لی آدای که به‌نام میت لوف شناخته می‌شد.
- ماروین اکانر
- ماروین پارک
- ماروین پلاتنهارد
- ماروین پوریه
- ماروین رینواتر
- ماروین ساردل
- ماروین وورث

## افراد با نام‌خانوادگی ماروین
- هنک ماروین
- لی ماروین